# Romulo Peña Jr.
Romulo Valderama Peña Jr., detto Kid (Makati, 5 agosto 1969), è un politico filippino.
È stato Sindaco della città di Makati dal 2015 al 2016 e il primo non facente parte della famiglia Binay a ricoprire tale carica sin dal 1986.
Nel giugno 2010 è stato eletto Vice Sindaco della città di Makati succedendo ad Ernesto Mercado. Nel marzo 2015 è divenuto temporaneamente Sindaco in seguito alla sospensione per accuse di corruzione rilasciata dall'Ombudsman Conchita Carpio-Morales nei confronti di Jejomar Binay Jr.. Tale ordine è stato annullato un mese dopo dalla Corte degli Appelli delle Filippine e Peña è tornato a ricoprire la sua posizione originaria. Nel giugno 2015 ha prestato giuramento come Sindaco della città, in seguito ad una seconda sospensione di Morales nei confronti di Binay, il quale in seguito ha accettato di rinunciare temporaneamente alla propria carica. Ricandidatosi Sindaco alle elezioni del 2016, è stato però sconfitto dalla Rappresentante Abby Binay.

## Biografia

### Supplenza come Sindaco di Makati
Il 30 giugno 2015 Peña iniziò per la seconda volta la propria supplenza come Sindaco di Makati, in seguito al rilascio della sospensione dall'esercizio della funzione nei confronti di Jejomar Binay Jr.
Una delle sue prime iniziative come Sindaco di Makati fu l'investigazione nei confronti di assunzioni fuori controllo protrattesi per anni nel municipio della città, che risultarono nella scoperta di oltre  4.000 impiegati fantasma.